# Oxyrhachis punctata
Oxyrhachis punctata är en insektsart som beskrevs av Ananthasubramanian 1980. Oxyrhachis punctata ingår i släktet Oxyrhachis och familjen hornstritar. Inga underarter finns listade i Catalogue of Life.